# Dingswinde
Der Begriff Dingswinde (dänisch Tingsvidne, bedeutet etwa Zeuge/Zeugnis des Tings) bezeichnet diejenige Urkunde, die im Herzogtum Schleswig die Ergebnisse einer Gerichtsverhandlung protokollierte.
Das Dokument wurde von dem Hardesvogt, zwei Sandmännern sowie acht weiteren Zeugen beurkundet.
In der 1819 ins Hochdeutsche übersetzten Zusammenstellung des Jütischen Rechts Das jütsche Low (S. 67f.) wird die Dingswinde wie folgt definiert: „Eine Dingswinde ist dasjenige, das gute Leute, die auf dem Dinge waren, bezeugen, was sie gesehen und gehört haben. Weniger als mit sieben Männern mag man nicht Dinge halten, und so vieler Männer Zeugniß ist eine vollkommene Dingswinde.“